# 罗睿德
罗睿德（瑞典語：Lars Fredén，直译拉尔斯·弗雷登，1951年8月9日—），瑞典外交官，历任瑞典王国驻克罗地亚大使、驻华大使。

## 生平
生于1951年8月9日。早年在瑞典陆军语言学校（Swedish Army Language School）学习俄语，获美国布兰迪斯大学历史学学士，同时学习俄语和汉语。1980年前往中华人民共和国，在山东大学文学系和北京大学哲学系各学习一年。1987年，获哈佛大学东亚文学研究硕士学位。

### 外事工作
1983年进入瑞典外交部实习，历任瑞典驻黎巴嫩使馆二等秘书、瑞典驻香港总领事馆副领事等职。1990年任瑞典驻里加领事，成为1940年后首位驻节拉脱维亚的外国外交人员。1992年后历任瑞典首相下的安全政策特别助理、瑞典外交大臣下的波罗的海事务特别助理、瑞典驻俄罗斯大使馆公使衔副馆长、瑞典驻华大使馆公使衔副馆长、瑞典外交部亚太司副司长、欧洲空间局国际关系部部长。2006年任瑞典驻克罗地亚共和国大使。2008年任瑞典驻马其顿共和国大使（兼驻科索沃和阿尔巴尼亚）。2010年任瑞典驻华大使（兼驻蒙古）。

### 个人生活
罗睿德目前是瑞典皇家战争科学研究院成员。作为中国文化的爱好者，他特别钟情于先秦思想史。至今未婚。

## 荣誉

### 外国勋章奖章
- 三等三星勋章（拉脱维亚，1995年11月8日批准[1]）
- 四等圣母玛利亚之地十字勋章（英语：Order of the Cross of Terra Mariana）（爱沙尼亚，2005年2月2日批准，2005年5月10日颁发[2]）